# Fimbristylis elegans
Fimbristylis elegans är en halvgräsart som beskrevs av Stanley Thatcher Blake. Fimbristylis elegans ingår i släktet Fimbristylis och familjen halvgräs. Inga underarter finns listade i Catalogue of Life.